# Kang Tae-oh
Kang Tae-oh (nascido Kim Yoon-hwan, Incheon, 20 de junho de 1994) é um ator e cantor sul-coreano. Ele era membro do grupo de atores 5urprise. Ganhou popularidade por seu papel principal nas séries de televisão My First First Love (2019), Run On (2020–2021) e Uma Advogada Extraordinária (2022).

## Carreira
Em 2013, Kang fez sua estreia como ator na websérie After School: Lucky or Not junto com os membros do 5urprise – grupo de atores formado pela agência de talentos Fantagio.
Ele também fez seu nome no Vietnã ao interpretar o papel principal no drama conjunto coreano-vietnamita Forever Young
Em 2019, Kang se juntou ao drama histórico da KBS The Tale of Nokdu, que lhe rendeu elogios da crítica por atuar em dramas históricos. E no mesmo ano, ele fez uma aparição especial no drama da MBC Love with Flaws interpretando o papel do ex-namorado de Oh Yeon-seo, mais tarde ele apareceu na série original da Netflix My First First Love.
Em 2020, Kang apareceu no drama da JTBC Run On, onde interpretou um estudante de arte ao lado de Choi Soo-young. Mais tarde naquele mesmo ano, seu contrato com a mesma agência expirou e mudou-se para Man of Creation (MOC), uma agência criada por ex-gerentes de agência.
Em 2021, Kang apareceu no drama Doom at Your Service e no drama de um ato Drama Special - The Effect of One Night on Farewell.
Em 2022, Kang fez uma aparição especial no drama Thirty-Nine como amigo de Lee Tae-hwan. Mais tarde no mesmo ano, ele apareceu no drama Uma Advogada Extraordinária; sua última aparição no drama antes de seu serviço militar em setembro de 2022.

## Vida pessoal

### Alistamento militar
Kang foi definido para se alistar nas forças armadas com a primeira data de alistamento provisória sendo em agosto ou setembro. Ele foi relatado para estar servindo como um soldado regular da ativa.
Em 31 de agosto de 2022, Kang anunciou em uma reunião de fãs que se alistaria para o serviço militar obrigatório em 20 de setembro de 2022.

### Filantropia
Em 10 de agosto de 2022, Kang doou ₩20 milhões para ajudar as pessoas afetadas pelas inundações sul-coreanas de 2022 através da Hope Bridge Korea Disaster Relief Association.

## Filmografia

### Filme
| Ano  | Título        | Função      | Notas | Ref.   |
| ---- | ------------- | ----------- | ----- | ------ |
| 2014 | Slow Video    | Sucessor    | Cameo | [ 10 ] |
| 2018 | Feng Shui     | Won-kyung   |       | [ 11 ] |
| ASA  | Open the Door | Detetive Na |       | [ 12 ] |

### Séries de televisão
| Ano       | Título                                              | Função                        | Notas                | Ref.          |
| --------- | --------------------------------------------------- | ----------------------------- | -------------------- | ------------- |
| 2013      | Drama Festival – Salve Wang Jo-hyeon                | Nam Nam Cheol                 |                      |               |
| 2013–2014 | Miss Korea                                          | Filho de Ma Ae-ri             |                      | [ 13 ]        |
| 2014      | Forever Young                                       | Lee Jun-su                    |                      | [ 14 ]        |
| 2015      | Flower of Queen                                     | Heo Doug-gu                   |                      | [ 15 ]        |
| 2015      | Second 20s                                          | young Woo-chul                |                      |               |
| 2015      | The Dearest Lady                                    | Choi Young Kwang              |                      | [ 16 ]        |
| 2016      | Forever Young 2                                     | Lee Jun-su/Jace               |                      | [ 14 ]        |
| 2017      | You Are Too Much                                    | Lee Kyung-soo                 |                      | [ 17 ]        |
| 2018      | Short                                               | Kang Ho Young                 |                      | [ 18 ]        |
| 2018      | That Man Oh Soo                                     | Kim Jin Woo                   |                      | [ 19 ] [ 20 ] |
| 2019      | The Tale of Nokdu                                   | Cha Yul-mu / Prince Neungyang |                      | [ 21 ]        |
| 2019      | Love with Flaws                                     | Jung Tae-oh                   | Cameo (episódio 1,6) | [ 22 ]        |
| 2020–2021 | Run On                                              | Lee Young Hwa                 |                      | [ 23 ]        |
| 2021      | Doom at Your Service                                | Lee Hyun Kyu                  |                      | [ 24 ]        |
| 2021      | Drama Special – The Effect of One Night on Farewell | Cha Min Jae                   |                      | [ 25 ]        |
| 2022      | Thirty-Nine                                         | Amigo de Park Hyun-joon       | Cameo (episódio 11)  | [ 26 ]        |
| 2022      | Uma Advogada Extraordinária                         | Lee Jun Ho                    |                      | [ 27 ]        |

### Webséries
| Ano  | Título                     | Função      | Ref.   |
| ---- | -------------------------- | ----------- | ------ |
| 2013 | After School: Lucky or Not | Kang Tae-oh |        |
| 2015 | To Be Continued            | Punk de rua | [ 28 ] |
| 2019 | My First First Love        | Choi Hoon   | [ 29 ] |

### Shows de televisão
| Ano  | Título                           | Função           | Notas            | Ref.   |
| ---- | -------------------------------- | ---------------- | ---------------- | ------ |
| 2017 | Law of the Jungle em Kota Manado | Membro do elenco | Episódio 252–255 | [ 30 ] |

## Prêmios e indicações
| Cerimônia de premiação        | Ano  | Categoria                                            | Nomeado / Trabalho                                       | Resultado | Ref.   |
| ----------------------------- | ---- | ---------------------------------------------------- | -------------------------------------------------------- | --------- | ------ |
| Prêmios APAN Star             | 2022 | Melhor casal                                         | Kang Tae-oh com Park Eun-bin Advogado Extraordinário Woo | Pendente  | [ 31 ] |
| Prêmios de artistas asiáticos | 2017 | Prêmio Estrela em Ascensão                           | You Are Too Much                                         | Venceu    | [ 32 ] |
| Prêmios KBS Drama             | 2019 | Melhor Novo Ator                                     | The Tale of Nokdu                                        | Venceu    | [ 33 ] |
| Prêmios KBS Drama             | 2019 | Prêmio Netizen                                       | The Tale of Nokdu                                        | Indicado  | [ 33 ] |
| Prêmios KBS Drama             | 2019 | Melhor casal                                         | Kang Tae-oh com Jang Dong-yoon The Tale of Nokdu         | Indicado  | [ 33 ] |
| Prêmios KBS Drama             | 2021 | Melhor Ator em Drama Especial/Cinema de TV           | Drama Special - Um Momento de Romance                    | Indicado  | [ 34 ] |
| MBC Drama Awards              | 2017 | Prêmio de Excelência, Ator em Drama de Fim de Semana | You Are Too Much                                         | Indicado  |        |
| Newsis Hallyu Expo            | 2022 | Prêmio da Câmara Municipal de Seul                   | Kang Tae-oh                                              | Venceu    | [ 35 ] |
| Prêmios VTV                   | 2015 | Ator impressionante                                  | Forever Young                                            | Venceu    | [ 36 ] |
| Prêmios VTV                   | 2017 | Ator impressionante                                  | Forever Young 2                                          | Indicado  | [ 37 ] |